# Kabinet-Drees I

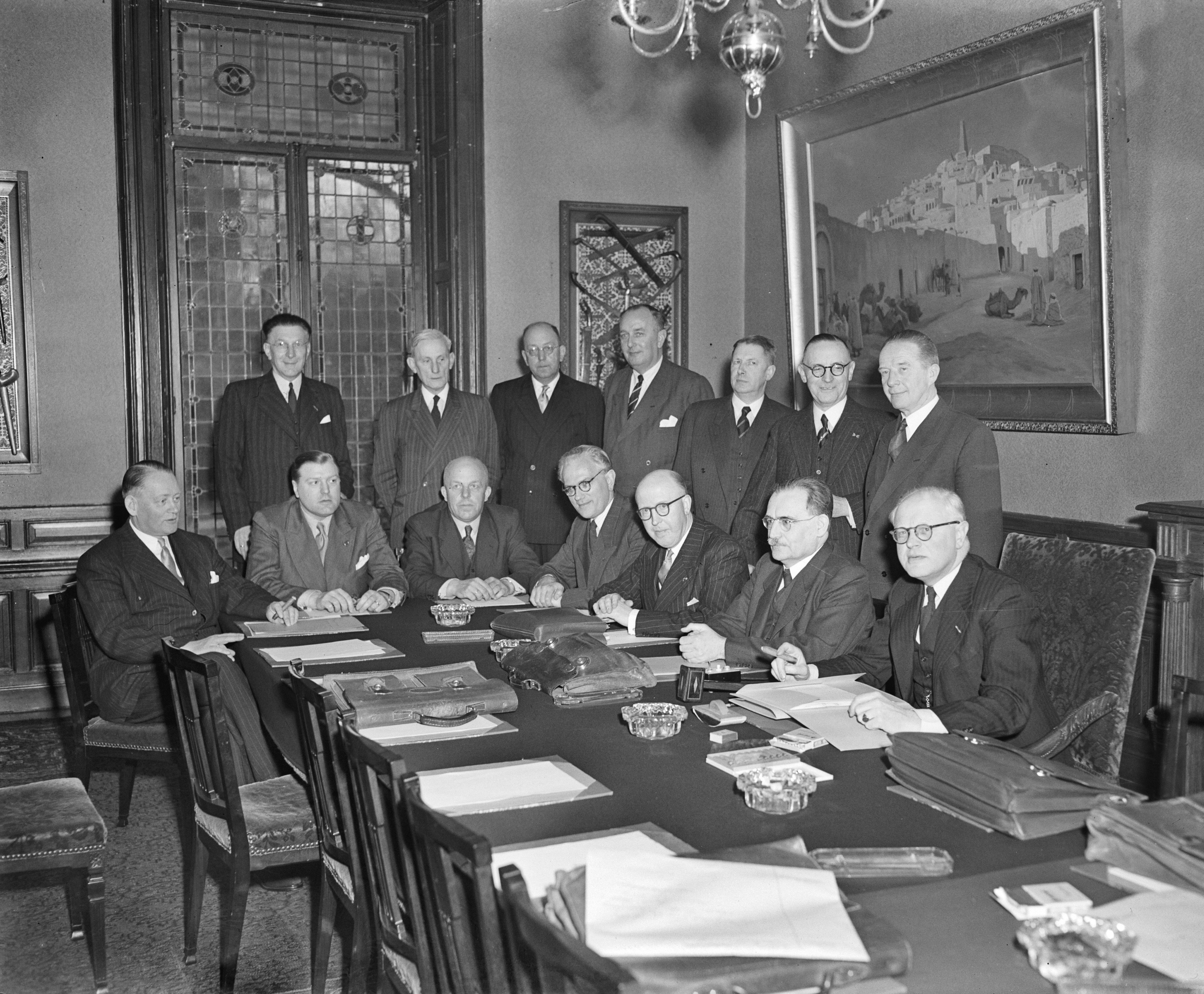
De bewindslieden van het kabinet-Drees I tijdens de presentatie op 14 maart 1951.

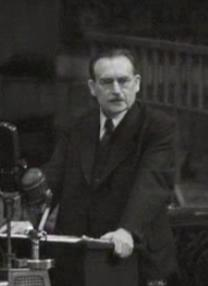
Minister-president Willem Drees legt de regeringsverklaring af aan de Tweede Kamer op 17 maart 1951.

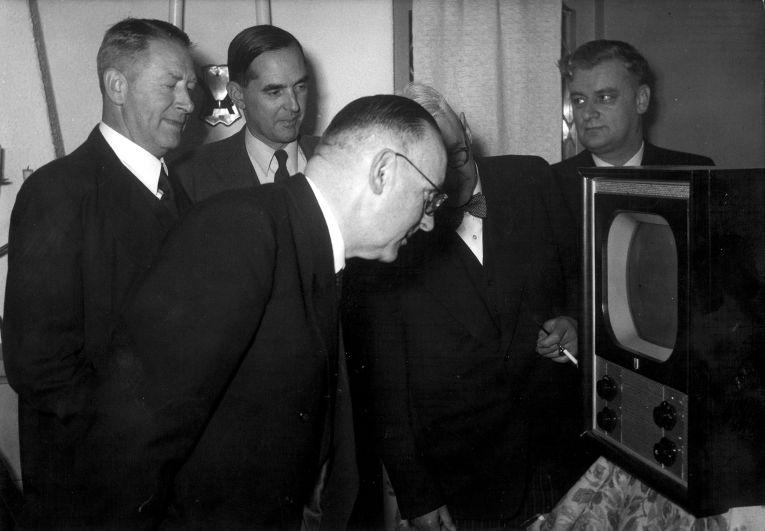
Minister van Justitie Hendrik Mulderije, bestuursvoorzitter van Philips Frits Philips en vicepremier en minister voor Burgerlijke Verdediging en Bescherming Bevolking Frans Teulings tijdens de presentatie van de eerste televisie uitzending op 2 October 1951.

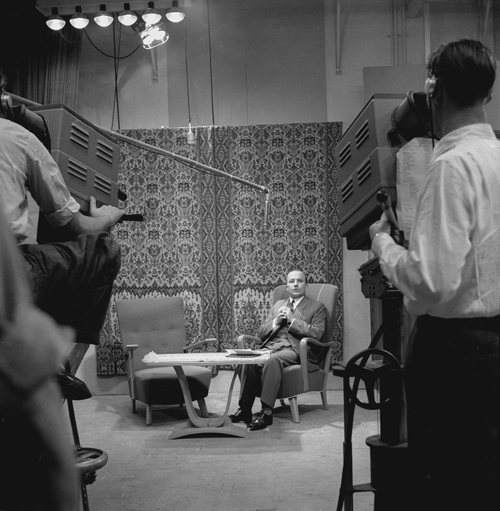
Staatssecretaris van Onderwijs, Kunsten en Wetenschappen Jo Cals tijdens de opnamen van een toespraak voor de eerste televisie-uitzending op 2 oktober 1951.

Het kabinet-Drees I (ook bekend als Drees II) was het Nederlandse kabinet van 15 maart 1951 tot 2 september 1952. Het werd gevormd door de politieke partijen Katholieke Volkspartij (KVP), Partij van de Arbeid (PvdA), Christelijk-Historische Unie (CHU) en de Volkspartij voor Vrijheid en Democratie (VVD) na de val van het kabinet Drees-Van Schaik op 25 januari 1951. Het centrum kabinet-Drees I was een meerderheidskabinet dat zowel in de Eerste Kamer en Tweede Kamer kon rekenen op een ruime meerderheid. Het kabinet-Drees I was een voortzetting van het vorige kabinet Drees-Van Schaik en de rooms-rode coalitie.
Maar liefst zeven ambtsbekleders van het kabinet; Beel, Lieftinck, Van den Brink, Rutten, In 't Veld, Albregts en Muntendam waren werkzaam geweest als hoogleraar. Drie bewindslieden van het kabinet zouden later internationale topfuncties vervullen; Stikker secretaris-generaal van de NAVO, Mansholt eurocommissaris en voorzitter van de Europese Commissie, Lieftinck financieel directeur Wereldbank en financieel directeur Internationaal Monetair Fonds.

## Verloop
Als eerste stap naar een mogelijke Europese eenwording wordt Nederland in 1951 lid van de Europese Gemeenschap voor Kolen en Staal (EGKS). Naast Nederland treden ook België, Luxemburg, Frankrijk, Italië en West-Duitsland toe.
Het geschilpunt dat leidde tot de val van het vorige kabinet Drees-Van Schaik, de positie van Nieuw-Guinea in de Nederlands-Indonesische Unie, wordt in de 'ijskast' gezet. Het kabinet richt zich met name op het te voeren financieel-economische beleid. Nederlandse militairen nemen in VN-verband deel aan de strijd tussen Noord- en Zuid-Korea. De Korea-crisis leidt tot een lichte economische recessie.
Het kabinet brengt onder meer een nieuwe Winkelsluitingswet en een Kinderbijslagwet voor zelfstandigen tot stand. Verder komen er wetten over de bescherming van de burgerbevolking en om de regering bijzondere bevoegdheden te geven in geval van oorlogsdreiging of binnenlandse onrust. Op 2 oktober 1951 vindt in Nederland de eerste officiële tv-uitzending plaats.
Op 15 september 1951 wordt de naam van het Ministerie van Sociale Zaken veranderd in Ministerie van Sociale Zaken en Volksgezondheid.

### Personele wijzigingen
Op 18 november 1951 overleed minister van Binnenlandse Zaken Johannes Henricus van Maarseveen (KVP) op 57–jarige leeftijd. Vicepremier en minister voor Burgerlijke Verdediging en Bescherming Bevolking Frans Teulings (KVP) neemt de functie waar tot en met 6 december 1951 als voormalig minister-president Louis Beel (KVP), die tot dan werkzaam is als hoogleraar bestuursrecht- en bestuurskunde op de Katholieke Universiteit Nijmegen, wordt beëdigd als minister van Binnenlandse Zaken.
Op 1 juli 1952 treedt minister van Financiën Piet Lieftinck (PvdA) af, nadat hij een hoge functie bij de Wereldbank in Ankara heeft aanvaard. Minister-president Willem Drees (PvdA) neemt de portefeuille waar tot het aantreden van het nieuwe kabinet op 2 september 1952.

## Ambtsbekleders
| Ambtsbekleders                                                                                                 | Ambtsbekleders              | Ambtsbekleders                              | Minister / Ministerie                        | Minister / Ministerie | Termijn                              | Partij |
| --- | --------------------------- | ------------------------------------------- | -------------------------------------------- | --- | ------------------------------------ | ------ |
| | W. (Willem) Drees           | W. (Willem) Drees (1886–1988)               | Minister-president / Minister                | Algemene Zaken | 7 augustus 1948 – 22 december 1958   | PvdA   |
| | F.G.C.J.M. (Frans) Teulings | mr. F.G.C.J.M. (Frans) Teulings (1891–1966) | Vicepremier / Minister                       | Burgerlijke Verdediging en Bescherming Bevolking (Binnenlandse Zaken)                                                                        | 15 maart 1951 – 2 september 1952     | KVP    |
| | J.H. van Maarseveen         | mr. J.H. (Johan) van Maarseveen (1894–1951) | Minister                                     | Binnenlandse Zaken | 15 maart 1951 – 18 november 1951     | KVP    |
| | F.G.C.J.M. (Frans) Teulings | mr. F.G.C.J.M. (Frans) Teulings (1891–1966) | Minister                                     | Binnenlandse Zaken | 18 november 1951 – 6 december 1951   | KVP    |
| | L.J.M. (Louis) Beel         | mr.dr. L.J.M. (Louis) Beel (1902–1977)      | Minister                                     | Binnenlandse Zaken | 6 december 1951 – 7 juli 1956        | KVP    |
| | D.U. (Dirk) Stikker         | mr. D.U. (Dirk) Stikker (1897–1979)         | Minister                                     | Buitenlandse Zaken | 7 augustus 1948 – 2 september 1952   | VVD    |
| | P. (Piet) Lieftinck         | mr.dr. P. (Piet) Lieftinck (1902–1989)      | Minister                                     | Financiën | 25 juni 1945 – 1 juli 1952           | PvdA   |
| | W. (Willem) Drees           | W. (Willem) Drees (1886–1988)               | Minister                                     | Financiën | 1 juli 1952 – 2 september 1952       | PvdA   |
| | H. (Hendrik) Mulderije      | mr. H. (Hendrik) Mulderije (1896–1970)      | Minister                                     | Justitie | 15 maart 1951 – 2 september 1952     | CHU    |
| | J.R.M. (Jan) van den Brink  | dr. J.R.M. (Jan) van den Brink (1915–2006)  | Minister                                     | Economische Zaken | 20 januari 1948 – 2 september 1952   | KVP    |
| | C. (Kees) Staf              | ir. C. (Kees) Staf (1905–1973)              | Minister                                     | Oorlog | 15 maart 1951 – 19 mei 1959          | CHU    |
| Marine | C. (Kees) Staf              | ir. C. (Kees) Staf (1905–1973)              | Minister                                     | | 15 maart 1951 – 19 mei 1959          | CHU    |
| | A.M. (Dolf) Joekes          | mr.dr. A.M. (Dolf) Joekes (1885–1962)       | Minister                                     | Sociale Zaken | 7 augustus 1948 – 15 september 1951  | PvdA   |
| Sociale Zaken en Volksgezondheid                                                                               | A.M. (Dolf) Joekes          | mr.dr. A.M. (Dolf) Joekes (1885–1962)       | Minister                                     | 15 september 1951 – 2 september 1952 |                                      | PvdA   |
| | F.J.Th. (Theo) Rutten       | dr. F.J.Th. (Theo) Rutten (1899–1980)       | Minister                                     | Onderwijs, Kunsten en Wetenschappen | 7 augustus 1948 – 2 september 1952   | KVP    |
| | H.H. (Hendrik) Wemmers      | H.H. (Hendrik) Wemmers (1897–1983)          | Minister                                     | Verkeer en Waterstaat | 15 maart 1951 – 2 september 1952     | O      |
| | S.L. (Sicco) Mansholt       | S.L. (Sicco) Mansholt (1908–1995)           | Minister                                     | Landbouw, Visserij en Voedselvoorziening | 25 juni 1945 – 1 januari 1958        | PvdA   |
| | J. (Joris) in 't Veld       | mr.dr. J. (Joris) in 't Veld (1895–1981)    | Minister                                     | Wederopbouw en Volkshuisvesting | 1 maart 1948 – 2 september 1952      | PvdA   |
| | W. (Willem) Drees           | W. (Willem) Drees (1886–1988)               | Minister                                     | Uniezaken en Overzeese Rijksdelen | 15 maart 1951 – 30 maart 1951        | PvdA   |
| | L.A.H. (Leonard) Peters     | ir. L.A.H. (Leonard) Peters (1900–1984)     | Minister                                     | Uniezaken en Overzeese Rijksdelen | 30 maart 1951 – 2 september 1952     | KVP    |
| Ambtsbekleder                                                                                                  | Ambtsbekleder               | Ambtsbekleder                               | Minister / Portefeuille / Ministerie         | Minister / Portefeuille / Ministerie | Termijn                              | Partij |
| | A.H.M. (Guus) Albregts      | dr. A.H.M. (Guus) Albregts (1900–1980)      | Minister                                     | • Publiekrechtelijke Bedrijfs- organisatie • Middenstand • Productiviteits- bevordering (Binnenlandse Zaken)                                 | 15 maart 1951 – 2 september 1952     | KVP    |
| Ambtsbekleders                                                                                                 | Ambtsbekleders              | Ambtsbekleders                              | Staatssecretaris / Portefeuille / Ministerie | Staatssecretaris / Portefeuille / Ministerie                                                                                                 | Termijn                              | Partij |
| | N.S. (Nico) Blom            | mr. N.S. (Nico) Blom (1899–1972)            | Staatssecretaris                             | • Nederlands- Indonesische Unie Politieke Zaken (Buitenlandse Zaken)                                                                         | 16 februari 1950 – 2 september 1952  | O      |
| | H.C.W. (Harry) Moorman      | H.C.W. (Harry) Moorman (1899–1971)          | Staatssecretaris                             | • Personeels- beleid (Marine) | 1 mei 1949 – 19 mei 1959             | KVP    |
| • Materieel- voorzieningen • Personeels- beleid (Oorlog)                                                       | H.C.W. (Harry) Moorman      | H.C.W. (Harry) Moorman (1899–1971)          | Staatssecretaris                             | 27 november 1950 – 1 juni 1951 |                                      | KVP    |
| • Materieel- voorzieningen • Personeels- beleid (Oorlog)                                                       |                             | F.J. (Ferdinand) Kranenburg                 | Staatssecretaris                             | mr. F.J. (Ferdinand) Kranenburg (1911–1994)                                                                                                  | 1 juni 1951 – 1 juni 1958            | PvdA   |
| | A.A. (Aat) van Rhijn        | mr.dr. A.A. (Aat) van Rhijn (1892–1986)     | Staatssecretaris                             | • Sociale Zekerheid • Arbeids- omstandigheden (Sociale Zaken)                                                                                | 15 februari 1950 – 15 september 1951 | PvdA   |
| • Sociale Zekerheid • Arbeids- omstandigheden (Sociale Zaken en Volksgezondheid)                               | A.A. (Aat) van Rhijn        | mr.dr. A.A. (Aat) van Rhijn (1892–1986)     | Staatssecretaris                             | 15 september 1951 – 22 december 1958 |                                      | PvdA   |
| | P. (Piet) Muntendam         | dr. P. (Piet) Muntendam (1901–1986)         | Staatssecretaris                             | • Volksgezondheid • Ouderenbeleid • Gehandicapten- beleid • Medische Ethiek (Sociale Zaken)                                                  | 1 april 1950 – 15 september 1951     | PvdA   |
| • Volksgezondheid • Ouderenbeleid • Gehandicapten- beleid • Medische Ethiek (Sociale Zaken en Volksgezondheid) | P. (Piet) Muntendam         | dr. P. (Piet) Muntendam (1901–1986)         | Staatssecretaris                             | 15 september 1951 – 1 oktober 1953 |                                      | PvdA   |
| | J.M.L.Th. (Jo) Cals         | mr. J.M.L.Th. (Jo) Cals (1914–1971)         | Staatssecretaris                             | • Volks- ontwikkeling • Jeugdbeleid • Cultuurbeleid • Kunstbeleid • Mediabeleid • Sport • Natuurbehoud (Onderwijs, Kunsten en Wetenschappen) | 15 maart 1950 – 2 september 1952     | KVP    |
| | L. (Lubbertus) Götzen       | L. (Lubbertus) Götzen (1894–1979)           | Staatssecretaris                             | • Nederlands- Indonesische Begrotings- technische Zaken (Uniezaken en Overzeese Rijksdelen)                                                  | 15 maart 1951 – 2 september 1952     | O      |
| Bron: Kabinet-Drees I Rijksoverheid.nl                                                                         |                             |                                             |                                              | |                                      |        |

## Kabinetsformatie
- Ontslagaanvraag vorig kabinet-Drees-Van Schaik: 25 januari 1951
- Beëdiging kabinet: 15 maart 1951
- Duur formatie: 50 dagen
- Informateur
  - mr. D.U. (Dirk) Stikker (VVD), (28 januari 1951 – 1 februari 1951) 5 dagen
- Formateurs
  - dr. W. (Willem) Drees (PvdA), (1 februari 1951 – 16 februari 1951) 16 dagen
  - mr. J.R.H. (Josef) van Schaik (KVP), (1 februari 1951 – 16 februari 1951) 16 dagen
- Informateur
  - mr. M.P.L. (Max) Steenberghe (KVP), (18 februari 1951 – 24 februari 1951) 7 dagen
- Informateur
  - mr. C.P.M. (Carl) Romme (KVP), (27 februari 1951 – 13 maart 1951) 15 dagen
- Formateur
  - mr. C.P.M. (Carl) Romme (KVP), (13 maart 1951 – 14 maart 1951) 2 dagen

Na de val van het kabinet-Drees-Van Schaik wordt de Tweede Kamer niet ontbonden. Koningin Juliana geeft minister van Buitenlandse Zaken Dirk Stikker (VVD) opdracht informatie in te winnen over de mogelijkheden een nieuw kabinet te vormen dat het vertrouwen van de Tweede Kamer kan krijgen en benoemt hem tot informateur.
Het uitgangspunt van Stikker en later ook van informateur Max Steenberghe (KVP) is de stevige positie van de PvdA te verzwakken. De PvdA voelt daar uiteraard niets voor. Daartussendoor hebben minister-president Drees en vicepremier Josef van Schaik (KVP) ook nog een poging gewaagd het kabinet te reconstrueren. Deze poging mislukt echter ook, omdat Stikker vindt dat de positie van de VVD en CHU in een nieuw kabinet versterkt moet worden. Ten slotte weet KVP–leider Carl Romme tot een oplossing te komen. De PvdA behoudt het premierschap en Ministerie van Financiën. De VVD tolereert dat partijgenoot Stikker minister van Buitenlandse Zaken mag blijven en geeft daarmee feitelijk gedoogsteun aan het kabinet.

## Reden ontslagaanvraag
Einde van de parlementaire periode.